# Sayf-ad-Din Ghazi I
Sayf-ad-Din Ghazi (àrab: سيف الدين غازي بن زنكي, Sayf ad-Dīn Ḡāzī ibn Zankī) (mort en 1149) fou emir zengita de Mossul (1146-1149), fill d'Imad-ad-Din Zengi I.
El 1146 Zengi va assetjar la fortalesa de Kalat Djabar on fou assassinat el 15 de setembre per un dels seus criats que esperava així escapar d'un càstig. Les seves tropes es van dispersar però dos fills de Zengi van aconseguir reprendre el control i es van repartir de fet els dominis paterns: Nur-ad-Din, el germà gran, prengué el control d'Alep, i el seu germà petit Saif al-Din Ghazi va esdevenir emir a Mossul. Això va facilitar de fet l'actuació de Nur al-Din contra els croats al no haver de gastar energies a Mesopotàmia contra els seljúcides i abbàssides. Nur al-Din va conservar bones relacions amb el seu germà, cosa que li va garantir una rere guarda segura.
Sayf-ad-Din va haver de lluitar per assegurar la seva posició a Mossul: el sulta seljúcida Ghiyath-ad-Din Massud ibn Muhàmmad (1134–1152) havia establert al seu fill petit Alp Arslan com a sobirà de Zengi el 1144 però aquest l'havia neutralitzat amb èxit i l'havia obligat a abandonar Mossul, però ara, aprofitant la incertesa a la mort de Zengi, Alp Arslan va intentar controlar el govern de Mossul. Alguns consellers de Zengi, com el cap del diwan Jamal-ad-Din Muhammad i l'amir hajab Salah-ad-Din Muhàmmad al-Yaghisiyaní es van declarar per Sayf-ad-Din i aprofitant la manca d'experiència del seljúcida el van distreure amb plaers i van donar temps així a Sayf-ad-Din per poder-se assegurar el control de Mossul; quan Alp Arslan es va presentar fou arrestat i empresonat a la ciutadella.
Saif al-Din va dedicar la major part del seu temps als afers de Mesopotàmia però no va oblidar la lluita contra els croats, sempre en cooperació amb el seu germà. Quan va arribar la Segona Croada, les forces dels dos germans estaven preparades per combatre juntes però els francs van preferir assetjar Damasc, i l'atabeg de Damasc, Muín-ad-Din Únur, va demanar suport als zengites, però els va refusar l'entrada a la ciutat; la presència de les forces zengites va forçar als croats a retirar-se.
Sayf-ad-Din Ghazi va morir el novembre de 1149 i a Mossul el va succeir el seu germà Qutb-ad-Din Mawdud que es va avançar a Nur-ad-Din Mahmud i es va fer reconèixer a la ciutat. Nur-ad-Din es va apoderar llavors de Sindjar i va planejar atacar al seu germà però els veterans de l'exèrcit van refusar combatre en una guerra fratricida per no afeblir als musulmans enfront dels croats i van forçar a ajustar la pau.